# Johannes Adamietz
Johannes Adamietz (* 24. Mai 1998 in Ulm) ist ein deutscher Radrennfahrer.

## Sportlicher Werdegang
Bei den Junioren wurde Adamietz 2015 und 2016 Deutscher Bergmeister.
Mit seinem Wechsel in den Erwachsenenbereich zur Saison 2017 fuhr Adamietz zunächst für verschiedene deutsche und österreichische UCI Continental Teams. 2017 wurde er deutscher U23-Bergmeister. Im Rahmen der Drei-Länder-Meisterschaft 2019 gewann er die Silbermedaille in der Wertung der deutschen U23-Fahrer. Im Jahr 2022 wurde er Deutscher Bergmeister der Elite und Gesamtsiebter der Sibiu Cycling Tour, einem Etappenrennen der ersten UCI-Kategorie. Vermittelt durch den ehemaligen Radprofi André Greipel erhielt Admietz, der als starker Bergfahrer gilt, hierauf für die Saisons 2023 und 2024 einen Vertrag mit dem belgischen Radsportteam Lotto Dstny.
Für das Lotto-Team belegte Adamietz 2024 Platz vier bei dem französischen Etappenrennen Circuit des Ardennes und gewann eine Etappe der Slowakei-Rundfahrt. Nachdem sein Vertrag gleichwohl nicht verlängert worden war, schloss er sich zur Saison 2025 dem Rad-net Rembe Pro Cycling Team an.

## Erfolge
2015
- Deutscher Bergmeister (Junioren)

2016
- Deutscher Bergmeister (Junioren)

2017
- Deutscher Bergmeister (U23)

2019
- Deutsche Meisterschaft - Straße (U23)

2022
- Deutscher Bergmeister

2024
- eine Etappe Slowakei-Rundfahrt